# Lijst van hoofdgouverneurs van Ierland
De hoofdgouverneur (Engels: Chief Governor) van Ierland leidde van de jaren 1170 tot 1922 namens het Engelse en Britse gezag de regering in Dublin Castle. De term is een 18e-eeuws koepelwoord voor een ambt dat bestond onder verschillende namen: (Chief) justiciar (13e-14e eeuw), (King's) lieutenant (14e-16e eeuw), (Lord) Deputy (15e-17e eeuw) en Lord Lieutenant (standaard na 1690). Officieus sprak men ook van de onderkoning (Viceroy) van de Engelse vorst. Hij zat de Ierse Geheime Raad (Privy Council) voor en oefende de macht uit, al was die in sommige perioden eerder ceremonieel dan reëel. De chronologie is soms moeilijk te geven omdat de gegevens voor de vroegste eeuwen niet volledig zijn en omdat de hoofdgouverneur soms het eiland verliet om pas na enige tijd terug te keren of te worden vervangen. 

## Middeleeuwen
- Hugh de Lacy, heer van Meath: 1172–1173
- William FitzAldelm: 1173
- Richard de Clare, graaf van Pembroke: 1173–1176
- William FitzAldelm: 1176–1177
- Hugh de Lacy, heer van Meath: 1177–1181
- John fitz Richard en Richard Peche: 1181
- Hugh de Lacy en Hubert Walter: 1181–1184
- Philip de Worcester: 1184–1185
- John de Courcy: 1185–1192
- William le Petit en Walter de Lacy: 1192–1194
- Walter de Lacy en John de Courcy: 1194–1195
- Hamo de Valognes: 1195–1198
- Meiler Fitzhenry: 1198–1208
- John de Gray: 1208–1213
- William le Petit: 1211 (interim)
- Henry de Loundres: 1213–1215
- Geoffrey de Marisco: 1215–1221
- Henry de Loundres: 1221–1224
- William Marshal: 1224–1226
- Geoffrey de Marisco: 1226–1228
- Richard Mor de Burgh: 1228–1232
- Hubert de Burgh: 1232 (niet residerend)
- Maurice FitzGerald: 1232–1245
- John Fitz Geoffrey: 1246–1256
- Richard de la Rochelle: 1256
- Alan de la Zouche: 1256–1258
- Stephen Longespée: 1258–1260
- William Dean: 1260–1261
- Richard de la Rochelle: 1261–1266
- David de Barry 1266–1268
- Robert d'Ufford: 1268–1270
- James de Audley: 1270–1272
- Maurice Fitzmaurice Fitzgerald: 1272–1273
- Geoffrey de Geneville: 1273–1276
- Robert d'Ufford: 1276–1281
- Stephen de Fulbourn: 1281–1288
- John de Sandford: 1288–1290
- Guillaume de Vesci: 1290–1294
- Walter de la Haye: 1294
- William fitz Roger: 1294
- Guillaume D'Ardingselles: 1294–1295
- Thomas Fitzmaurice Fitzgerald: 1295
- John Wogan: 1295–1308
- Edmund Butler 1304–1305 (interim)
- Piers Gaveston: 1308–1309
- John Wogan: 1309–1312
- Edmund Butler: 1312–1314
- Theobald de Verdun: 1314–1315
- Edmund Butler: 1315–1318
- Roger Mortimer: 1317–1318
- William FitzJohn: 1318
- Alexander de Bicknor: 1318–19
- Roger Mortimer: 1319–1320
- Thomas FitzGerald: 1320–1321
- Ralph de Gorges: 1321 (niet effectief aangetreden)
- John de Bermingham: 1321–1324
- John D'Arcy: 1324–1327
- Thomas FitzGerald: 1327–1328
- Roger Utlagh: 1328–1329
- John D'Arcy: 1329–1331
- William Donn de Burgh: 1331–1331
- Anthony de Lucy: 1331–1332
- John D'Arcy: 1332–1338 (Lords Deputy: Thomas de Burgh 1333–1337 en John Charlton 1337–1338)
- Thomas Charleton: 1338–1340
- Roger Utlagh: 1340
- John d'Arcy: 1340–1344 (Lord Deputy: John Moriz)
- Raoul d'Ufford: 1344–1346
- Roger Darcy: 1346
- John Moriz: 1346–1346
- Walter de Bermingham: 1346–1347
- John L'Archers: 1347–1348
- Walter de Bermingham: 1348–1349
- John, heer van Carew: 1349
- Thomas de Rokeby: 1349–1355
- Maurice FitzGerald: 1355–1355
- Maurice FitzGerald: 1355–1356
- Maurice FitzGerald: 1356
- Thomas de Rokeby: 1356–1357
- John de Boulton: 1357
- Maurice FitzGerald: 1357
- Almaric de St. Amaud: 1357–1359
- James Butler: 1359–1360
- Maurice FitzGerald: 1361
- Lionel van Antwerpen: 1361–1364
- James Butler: 1364–1365
- Lionel van Antwerpen: 1365–1366
- Thomas de la Dale: 1366–1367
- Gerald FitzGerald: 1367–1369
- William de Windsor: 1369–1376
- James Butler: 1376–1378
- Alexander de Balscot en John de Bromwich: 1378–1380
- Edmund Mortimer: 1380–1381
- Roger Mortimer: 1382 (Lord Deputy: Thomas Mortimer)
- Philip Courtenay: 1385–1386
- Robert de Vere: 1386
- Alexander de Balscot: 1387–1389
- John Stanley: 1389–1391
- James Butler: 1391
- Thomas van Woodstock: 1392–1395
- Roger Mortimer: 1395–1398
- Thomas Holland: 1399
- John Stanley: 1399–1402
- Thomas van Lancaster: 1402–1405
- James Butler: 1405
- Gerald FitzGerald: 1405–1408
- Thomas van Lancaster: 1408–1413
- John Stanley: 1413–1414
- Thomas Cranley: 1414
- John Talbot: 1414–1421
- James Butler: 1419–1421
- Edmund Mortimer: 1423–1425
- John Talbot: 1425
- James Butler: 1425–1427
- John Grey: 1427–1428
- John Sutton: 1428–1429
- Thomas le Strange: 1429–1431
- Thomas Stanley: 1431–1436
- Lionel de Welles: 1438–1446
- John Talbot: 1446
- Richard of York: 1447–1460 (Lord Deputy: Thomas FitzGerald)
- George Plantagenet: 1462–1478 (Lord Deputy: Thomas FitzGerald)
- John de la Pole: 1478
- Richard van Shrewsbury: 1478–1483 (Lord Deputy: Gerald FitzGerald, achtste graaf van Kildare)
- Edward van Middleham: 1483–1484 (Lord Deputy: Gerald FitzGerald)
- John de la Pole: 1484–1485
- Jasper Tudor: 1485–1494 (Lord Deputy: Gerald FitzGerald)
- Henry, hertog van York: 1494–1519 (Lords Deputy: Edward Poynings, Gerald FitzGerald, achtste graaf van Kildare, Gerald FitzGerald, negende graaf van Kildare)
- Thomas Howard: 1519–1523 (Lord Deputy: Thomas Howard)

## Lords Deputy
- Piers Butler: 1522-1524
- Gerald FitzGerald: 1524-1529
- William Skeffington: 1529-1532
- Gerald FitzGerald: 1532-1534
- William Skeffington: 1534-1535
- Leonard Gray: 1536-1540
- Anthony St Leger: 1540-1548
- Eduard Bellingham: 1548-1549
- Lord Justices: 1549-1550
- Anthony St Leger: 1550-1551
- James Croft: 1551-1552
- Lord Justices: 1552-1553
- Anthony St Leger: 1553-1556
- Thomas Radclyffe: 1556-1558
- Nicholas Arnold: 1564-1565
- Henry Sidney: 1565-1571
- William FitzWilliam: 1571-1575
- Henry Sidney: 1575-1578
- Arthur Gray: 1580-1582
- John Perrot: 1584-1588
- William FitzWilliam: 1588-1594
- William Russell: 1594-1597
- Thomas Burgh: 1597
- Robert Devereux: 1599
- Charles Blount: 1600-1603
- George Cary: 1603-1604
- Arthur Chichester: 1605-1616
- Oliver St. John: 1616-1622
- Henry Cary: 1622-1629
- Thomas Wentworth: 1632-1640
- Christoffel Wandesford: 1640
- Robert Sidney: 1640-1643
- James Butler: 1644-1650
- Henry Ireton: 1650-1651
- Charles Fleetwood: 1652-1657
- Henry Cromwell: 1657-1658
- Edmund Ludlow: 1659-1660
- George Monck: 1660-1661
- James Butler: 1662-1668
- Thomas Butler: 1668-1669
- John Robartes: 1669-1670
- John Berkeley: 1670-1672
- Arthur Capell: 1672-1677
- James Butler: 1677-1682
- Richard Butler: 1682-1684
- James Butler: 1684-1685
- Lords Justices: 24 februari 1685
- Henry Hyde: 1685-1687
- Richard Talbot: 1687-1688
- Koning Jacobus II zelf in Ierland: 12 maart 1689 – 4 juli 1690
- Koning Willem III zelf in Ierland: 14 juni 1690
- Lords Justices: 5 september 1690
- Henry Sydney: 18 maart 1692
- Lords Justices: 13 juni 1693
- Henry Capell (Lord Deputy): 9 mei 1695
- Lords Justices: 16 mei 1696
- Laurence Hyde: 28 december 1700
- James Butler: 19 februari 1703
- Thomas Herbert: 30 april 1707
- Thomas Wharton: 4 december 1708
- James Butler: 26 oktober 1710
- Charles Talbot: 22 september 1713
- Charles Spencer: 21 september 1714
- Lords Justices: 6 september 1715
- Charles Townshend: 13 februari 1717
- Charles Paulet: 27 april 1717
- Charles Fitzroy: 18 juni 1720
- John Carteret: 6 mei 1724
- Lionel Sackville: 23 juni 1730
- William Cavendish: 9 april 1737
- Philip Stanhope: 8 januari 1745
- William Stanhope: 15 november 1746
- Lionel Sackville: 15 december 1750
- William Cavendish: 2 april 1755
- John Russell: 3 januari 1757
- George Montagu-Dunk: 3 april 1761
- Hugh Percy: 27 april 1763
- Thomas Thynne: 5 juni 1765
- Francis Seymour-Conway: 7 augustus 1765
- George Hervey: 16 oktober 1766 (niet effectief aangetreden)
- George Townshend: 19 augustus 1767
- Simon Harcourt: 29 oktober 1772
- John Hobart: 7 december 1776
- Frederick Howard: 29 november 1780
- William Cavendish-Bentinck: 8 april 1782
- George Nugent-Temple-Grenville: 15 augustus 1782
- Robert Henley: 3 mei 1783
- Charles Manners: 12 februari 1784
- George Nugent-Temple-Grenville: 27 oktober 1787
- John Fane: 24 oktober 1789
- William Wentworth-FitzWilliam: 13 december 1794
- John Pratt: 13 maart 1795
- Charles Cornwallis: 14 juni 1798

## Verenigd Koninkrijk van Groot-Brittannië en Ierland
- Philip Yorke: 27 april 1801
- Edward Clive: 21 november 1805 (niet effectief aangetreden)
- John Russell: 12 maart 1806
- Charles Lennox: 11 april 1807
- Charles Whitworth: 23 juni 1813
- Charles Chetwynd-Talbot: 3 oktober 1817
- Richard Wellesley: 8 december 1821
- Henry Paget: 27 februari 1828
- Hugh Percy: 22 januari 1829
- Henry Paget: 4 december 1830
- Richard Wellesley: 12 september 1833
- Thomas Hamilton: 1 januari 1835
- Constantine Phipps: 29 april 1835
- Hugh Fortescue: 13 maart 1839
- Thomas de Grey: 11 september 1841
- William à Court: 17 juli 1844
- John Ponsonby: 8 juli 1846
- George Villiers: 22 mei 1847
- Archibald Montgomerie: 1 maart 1852
- Edward Eliot: 5 januari 1853
- George Howard: 7 maart 1855
- Archibald Montgomerie: 8 maart 1858
- George Howard: 24 juni 1859
- John Wodehouse: 1 november 1864
- James Hamilton: 13 juli 1866
- John Spencer: 18 december 1868
- James Hamilton: 2 maart 1874
- John Spencer-Churchill: 11 december 1876
- Francis Cowper: 4 mei 1880
- John Spencer: 4 mei 1882
- Henry Herbert: 27 juni 1885
- John Hamilton-Gordon: 8 februari 1886
- Charles Vane-Tempest-Stewart: 3 augustus 1886
- Lawrence Dundas: 30 juli 1889
- Robert Crewe-Milnes: 18 augustus 1892
- George Cadogan: 29 juni 1895
- William Ward: 11 augustus 1902
- John Hamilton-Gordon: 11 december 1905
- Ivor Guest: 17 februari 1915
- John French: 9 mei 1918
- Edmund FitzAlan-Howard: 27 april 1921